# Industriehof Stadlau

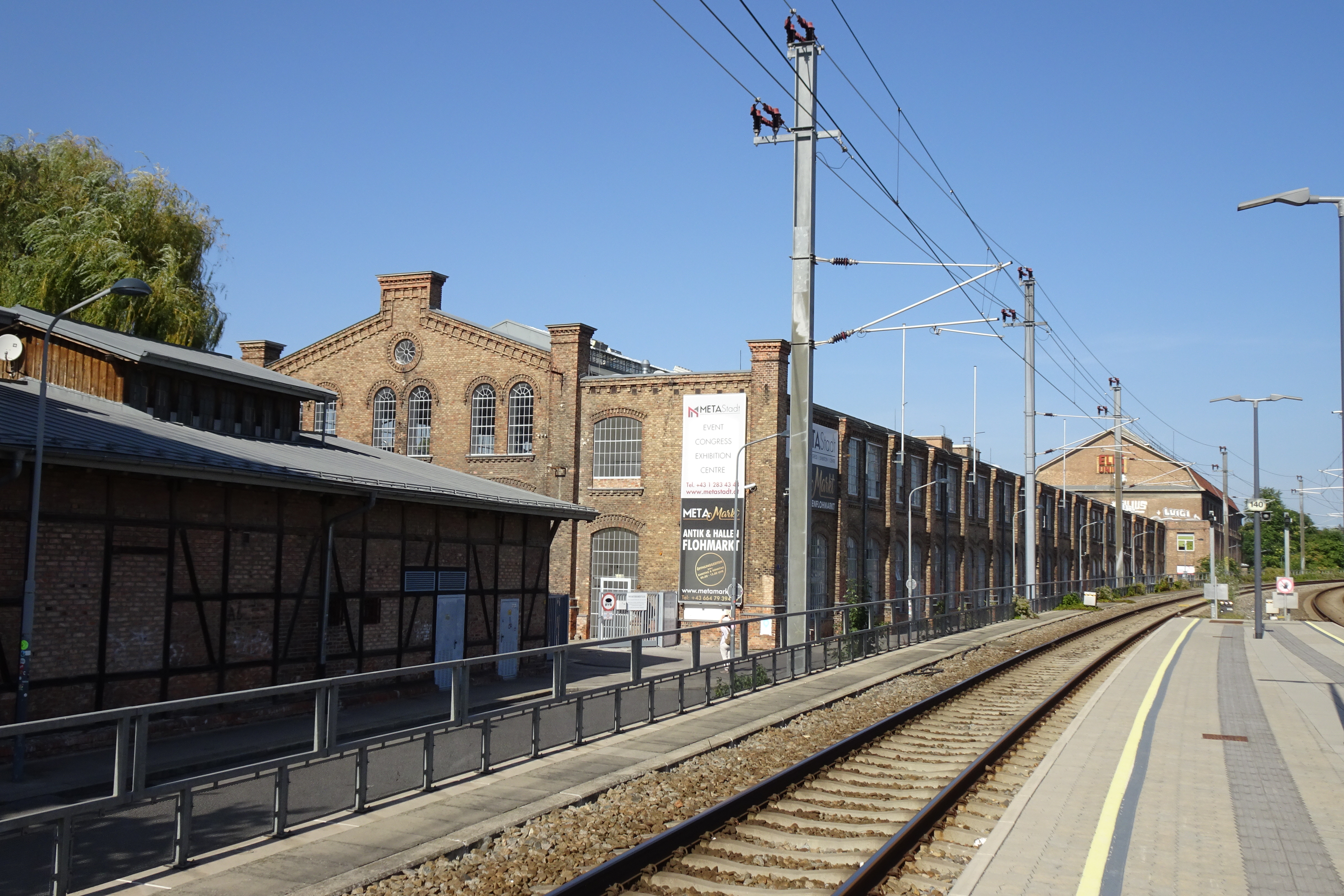
Das Ensemble von der Schnellbahnstation Erzherzog-Karl-Straße aus gesehen, in der Mitte die alte Maschinenhalle, dahinter die Großmaschinenhalle

Der Industriehof Stadlau ist ein Ensemble von Industriebauten im 22. Wiener Gemeindebezirk Donaustadt. Ein großer Teil des Geländes wird für Veranstaltungen aller Art verwendet, für diesen Veranstaltungsort hat sich der Markenname METAStadt etabliert. Das Ensemble ist von der Stadt Wien als bauliche Schutzzone definiert, drei Gebäude stehen unter Denkmalschutz.
Die Anlage liegt auf einem annähernd dreiecksförmigen Grundriss zwischen der Autobahn Südost-Tangente und der Laaer Ostbahn einerseits und der Marchegger Ostbahn andererseits.
Nicht weit davon befindet sich ein anderer ehemaliger Industriebau aus dieser Zeit, das Waagner-Biró-Werk (1903 von Eduard Pabritz erbaut), in dem nunmehr ein Baumarkt untergebracht ist.

## Name
Die Bezeichnung „Industriehof Stadlau“ findet sich im Dehio, weiters ist dies auch der Name der Schutzzone. Allerdings liegt der Bereich um einiges nördlich der Katastralgrenze von Stadlau im Bezirksteil Hirschstetten. Auch mit dem Namen „METAStadt“ wird gelegentlich das ganze Ensemble bezeichnet, allerdings wird ein Teil auch anderweitig vermietet, im ehemaligen Verwaltungsgebäude befindet sich etwa ein Stützpunkt der Volkshilfe, auch die MA 48 (Wiener Müllabfuhr) nutzt einige Trakte.

## Geschichte
Die Wiener Niederlassung der Berliner Union-Elektrizitäts-Gesellschaft geht auf das Jahr 1898 zurück, die ersten Bauten von Alois Schumacher wurden 1899 fertiggestellt. Die Anlage diente der Erzeugung von elektrischen Maschinen und Starkstromanlagen. Sie wurde mehrfach erweitert, am wichtigsten war die Erweiterung zwischen 1917 und 1921.
Die Fabrik wurde in weiterer Folge von der AEG betrieben, die 1959 zur ELIN Union fusionierte, die die Anlage bis 1974 weiterführte. In diesem Jahr wurde der Betrieb eingestellt und die Bauten verloren ihre Funktion. 2001 wurde das Gelände an den heutigen Besitzer verkauft, der es nunmehr als Veranstaltungsort nutzt.

## Bauten
Die ältesten Bauten sind die Maschinenhalle und die Kesselhalle, zwei Hallen im damals für Industriebauten charakteristischen („englischen“) Sichtziegelstil, die 1899 von Schumacher erbaut wurden. Die Dachstühle sind Eisenkonstruktionen, in den Giebelfronten befinden sich Rundbogen- und Rosettenfenster. Ein charakteristisches Element des Kesselhauses ist der angebaute Schlot. Die beiden Hallen stehen unter Denkmalschutz (gemeinsamer Listeneintrag).
Über einen schmalen Zwischenbau schließt an die Maschinenhalle ein wichtiger Erweiterungsbau aus der Zeit um 1920 an, die Großmaschinenhalle. Sie wurde von Philipp Jakob Manz erbaut, sie ist eine monumentale, langgestreckte Ständerhalle mit Mansardsatteldach. Auch diese Halle steht unter Denkmalschutz (Listeneintrag).
Ein weiteres Element aus der Zeit nach 1920 ist das Alte Wagenwerk, ebenfalls eine Ständerhalle im Sichtziegelstil.
Etwas abseits befindet sich das gleichfalls in den 1920ern errichtete ehemalige Verwaltungsgebäude, das einzige Gebäude mit Verputz. Es ist, da auch kein Industriegebäude im eigentlichen Sinn, kein Teil der Schutzzone.

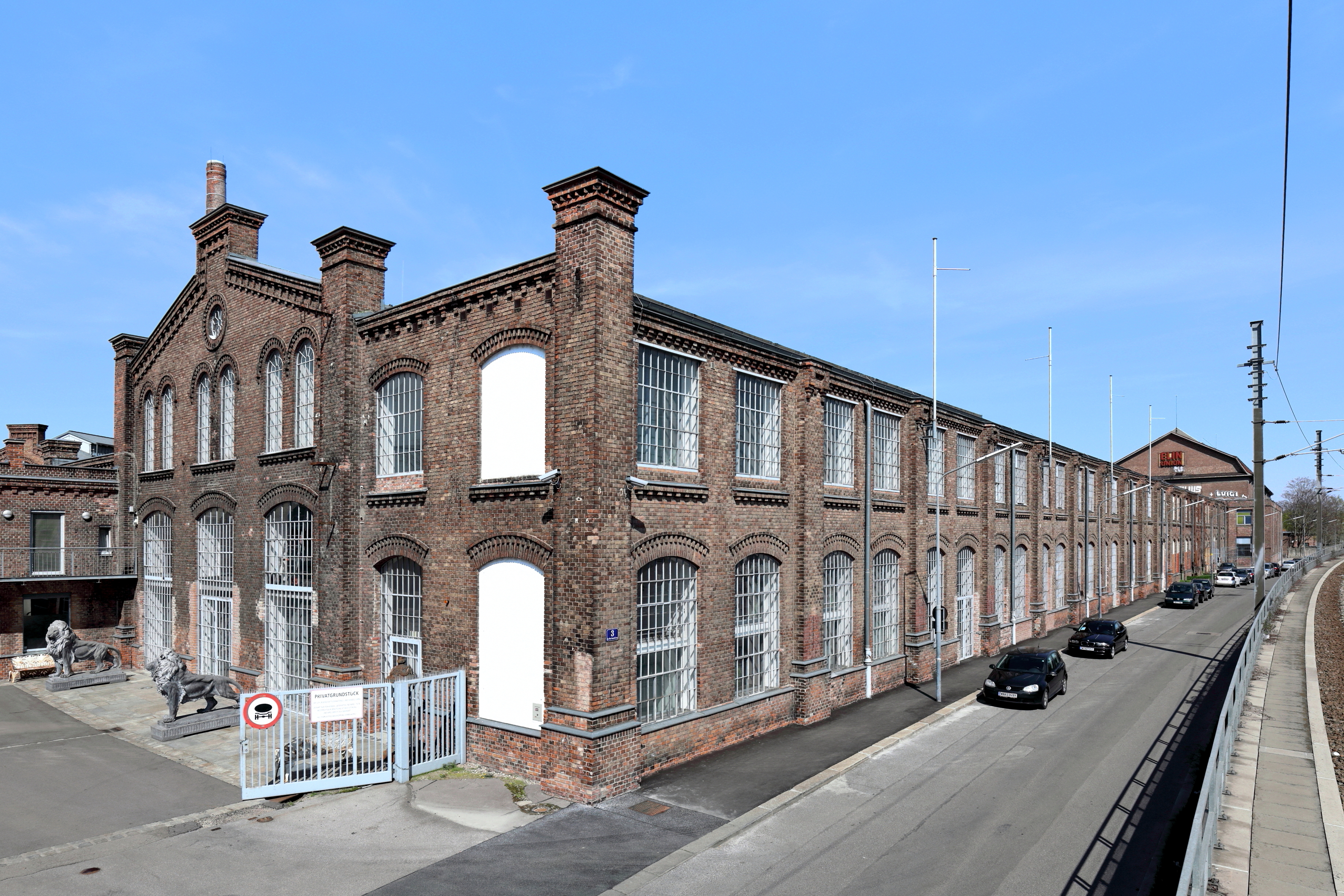
Maschinenhalle
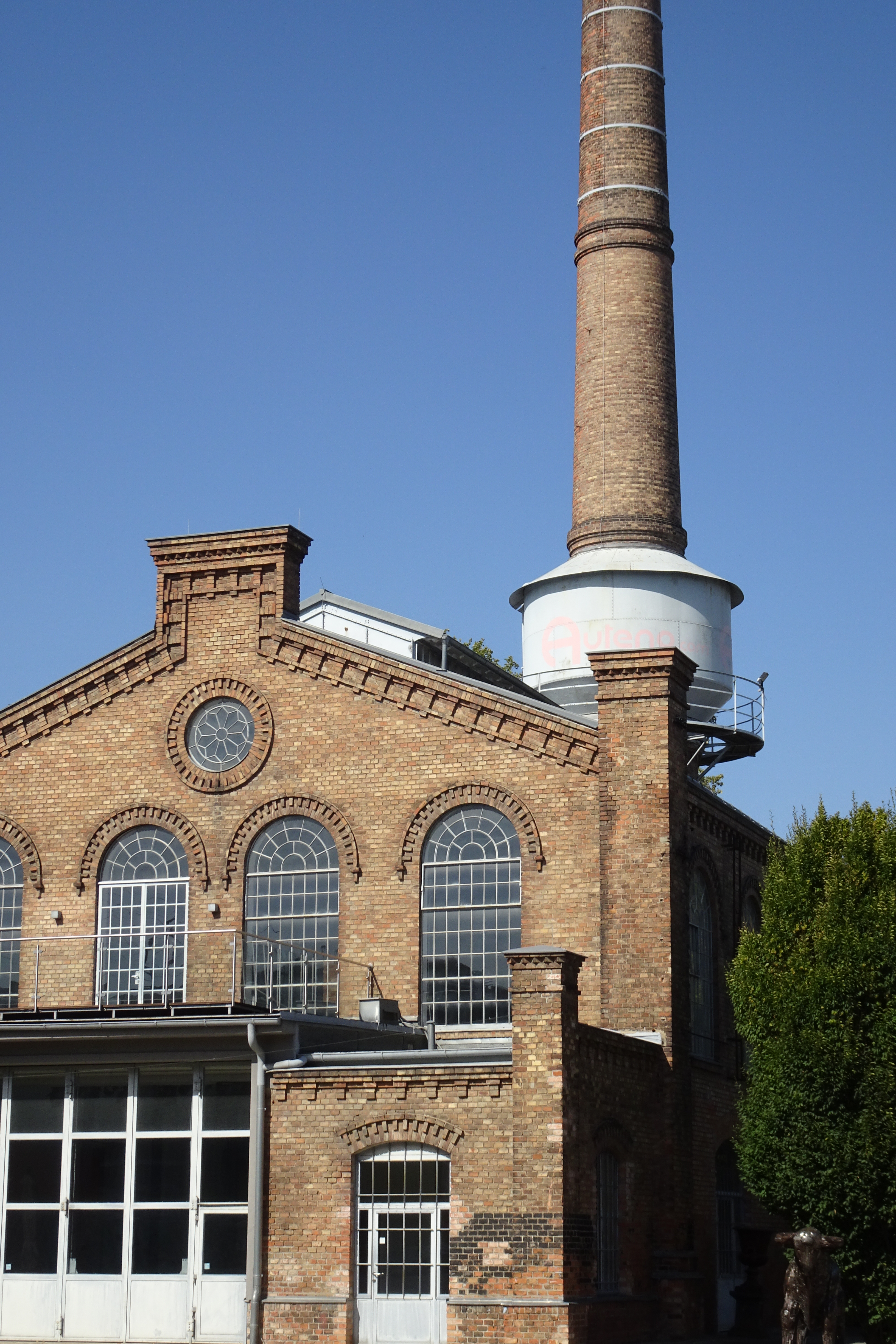
Kesselhaus mit Schlot
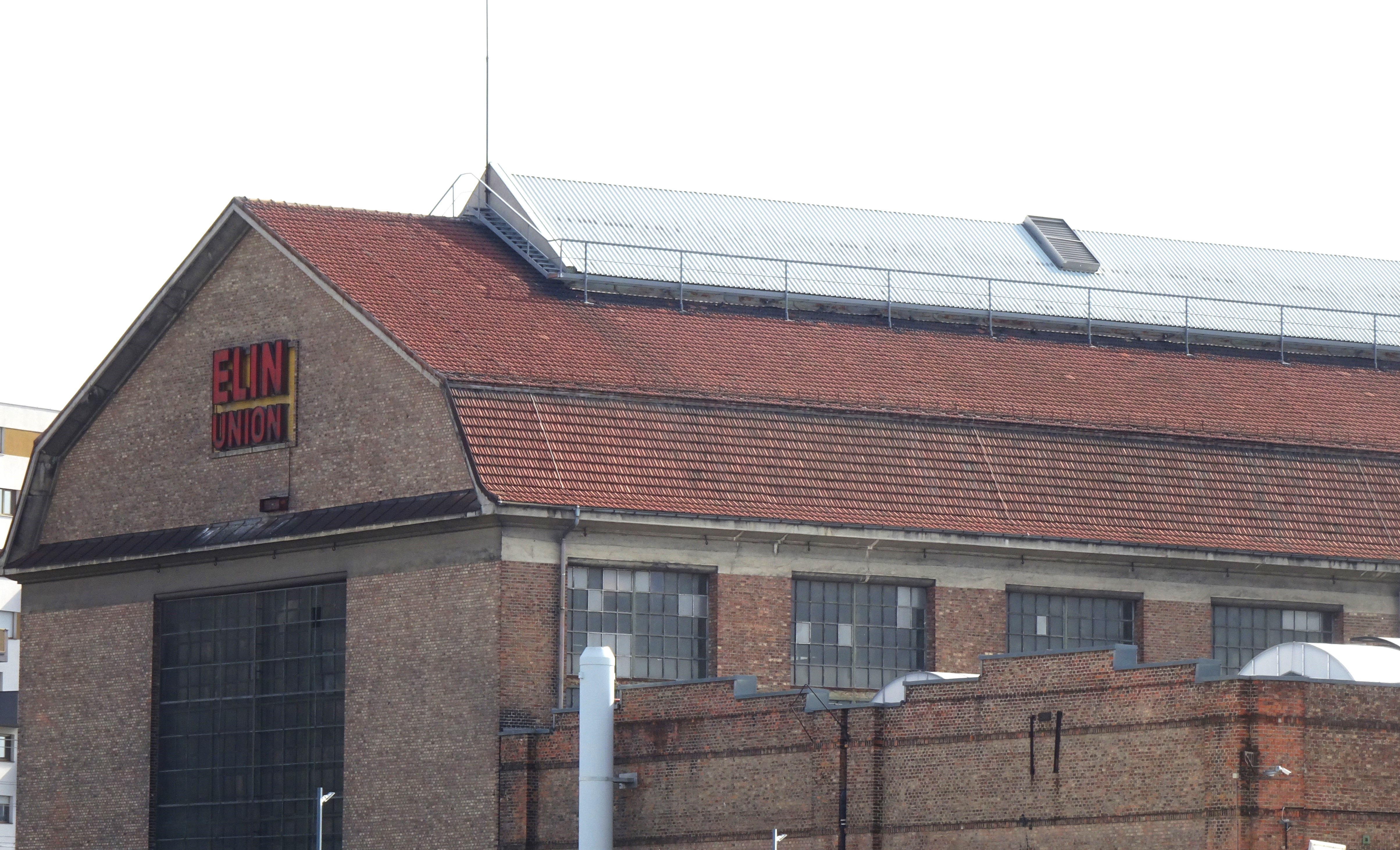
Großmaschinenhalle
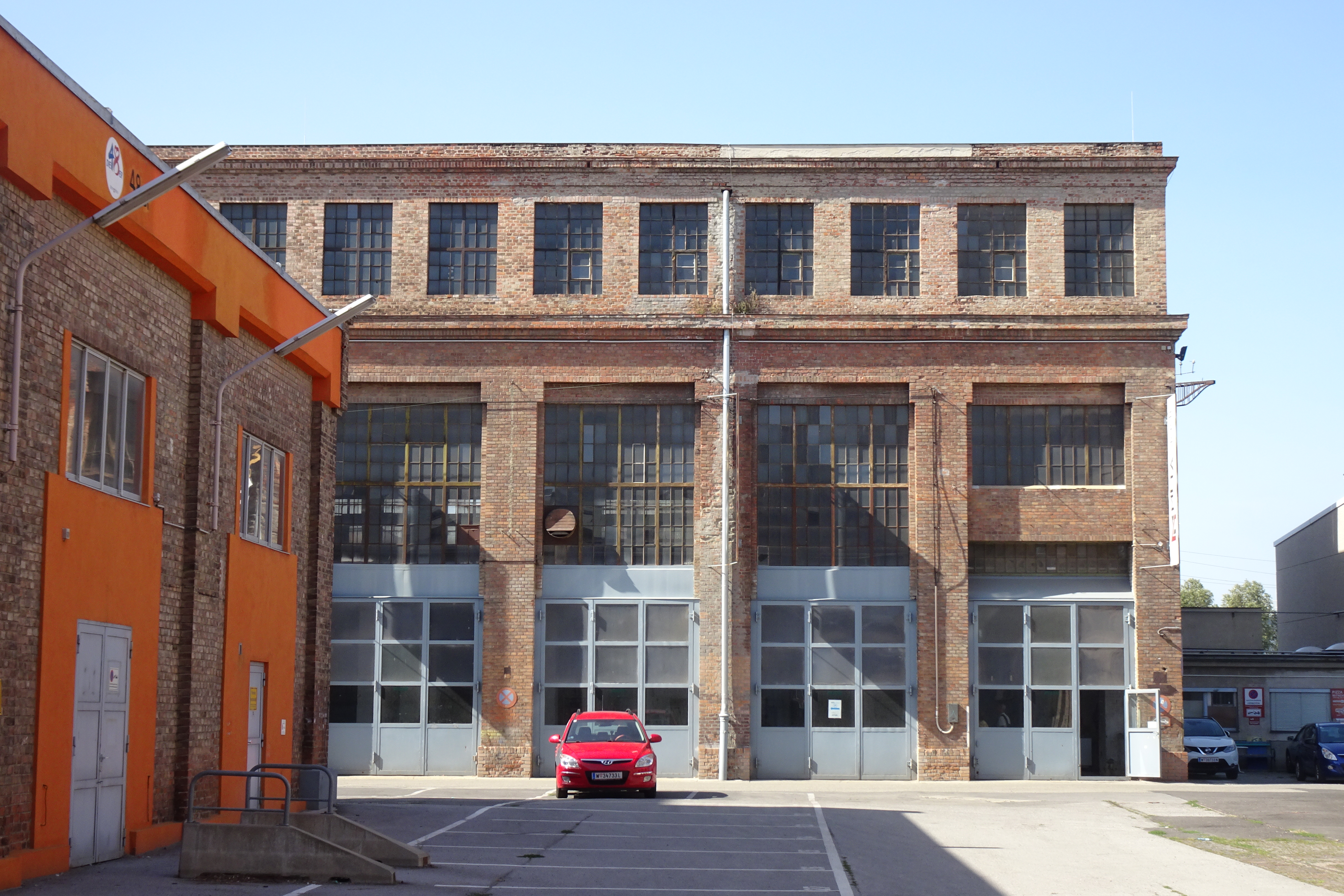
Wagenwerk